# Deoksiholna kislina
Deoksiholna kislina je ena od žolčnih kislin, in sicer spada med sekundarne žolčne kisline, ki nastane z delno redukcijo iz holne kisline pod vplivom črevesnih bakterij. Holna kislina je ena od dveh poglavitnih primarnih žolčnih kislin, ki nastajata v človeških jetrih (poleg henodeoksiholne kisline). Deoksiholna kislina se raztaplja v etanolu ali ocetni kislini, v čisti trdni obliki pa je bel do umazano bel kristaliničen prah.
Deoksihona kislina se tudi uporablja kot učinkovina v zdravilih; an trgu so že generična zdravila, med drugim pod zaščitenim imenom Kybella.

## Uporaba
Od njenega odkritja so deoksiholno kislino uporabljali v medicini v različne namene. Pod zaščitenim imenom Kybella se v nekaterih državah uporablja kot zdravilo za lajšanje simptomov nabiranja maščobe pod brado (submentalne maščobe). Zdravilo se injicira v maščobo pod brado; deoksiholna kislina v maščobnem tkivu pomaga razkrajati maščobne celice.
V nekaterih državah so jo registrirali kot emulgator v prehranski industriji.
Natrijev deoksiholat, natrijeva sol deoksiholne kisline, se pogosto uporablja kot detergent v biologiji, in sicer za lizo celic in raztapljanje celičnih in membranskih komponent. Natrijev deoksiholat v kombinaciji s fosfatidilholinom se uporablja v mezoterapiji v obliki injekcij za doseganje lipolize, uporablja se pa tudi v zdravljenju lipomom kot alternativa kirurškemu izrezu.